# Aanaakhiiqtuuq
Aanaakhiiqtuuq ist ein 17,4 km² großer See auf Victoria Island im kanadischen Territorium Nunavut. Der Seename wurde 2012 offiziell vergeben. Es handelt sich um ein Wort aus dem westkanadischen Inuinnaqtun-Dialekt der Inuktitut-Sprache.

## Lage
Der See befindet sich im Süden der Insel 84 km nordwestlich von Cambridge Bay. Der etwa 71 m hoch gelegene See ist 7,5 Kilometer lang und 4,1 Kilometer breit. Der Aanaakhiiqtuuq wird nach Westen über den kleineren See Pangniqtuuq zum Surrey Lake entwässert und liegt im Einzugsgebiet des Paalliryuaq.